# Timing Cupid
Timing Cupid è un cortometraggio muto del 1914 diretto da Harry Lambert e sceneggiato da Edwin M. La Roche.

## Produzione
Il film fu prodotto dalla Vitagraph Company of America.

## Distribuzione
Distribuito dalla General Film Company, il film - un cortometraggio in una bobina - uscì nelle sale cinematografiche statunitensi il 14 gennaio 1914.